# 庶人三台
庶人三台（そにんさんだい/しょにんさんだい）は、雅楽の曲名。庶人三臺とも表記する。「三台（三臺）」とは古代中国の後宮の殿閣の名前に由来するらしい。唐楽・太食調（たいしきちょう）。管弦だけで舞はない。
唐からの伝来曲で、元来は乞食調の曲であった。相撲節会の際に奏されたが、舞は廃絶して現存しない。